# Hear & Now!
| Recensione | Giudizio |
| ---------- | -------- |
| AllMusic   | [ 1 ]    |

Hear & Now! è il secondo (ed ultimo) album discografico della Butts Band, pubblicato dall'etichetta discografica Blue Thumb Records nel gennaio (o) febbraio del 1975.

## Tracce
Lato A
1. Get Up, Stand Up – 3:35 (Bob Marley)
2. Corner of My Mind – 4:35 (Robby Krieger)
3. Caught in the Middle – 3:21 (Robby Krieger)
4. Everybody's Fool – 4:17 (Alex Richman)
5. Livin' and Dyin' – 3:12 (Robby Krieger, Lydia, Tegret)

Lato B
1. Don't Wake Up – 4:14 (Robby Krieger)
2. If You Gotta Make a Fool of Somebody – 4:04 (Roy Clark)
3. Feelin' so Bad – 2:43 (Alex Richman)
4. White House – 4:27 (Michael Stull)
5. Act of Love – 3:03 (Robby Krieger)

## Formazione
- Robby Krieger - chitarra
- John Densmore - batteria
- Michael Stull - voce, chitarra (brani: Get Up, Stand Up, Caught in the Middle, If You Gotta Make a Fool of Somebody e Feelin' so Bad)
- Michael Stull - pianoforte (brano: White House)
- Alex Richman - tastiere, voce
- Mike Berkowitz - batteria, percussioni
- Karl Slick Rucker - basso

Musicista aggiunto
- Bobbi Hall - congas

Note aggiuntive
- Clarence McDonald - arrangiamenti strumenti a fiato
- Larry Muhoberac - arrangiamenti strumenti a corda
- Jerry Fuller - produttore (per la Moonchild Productions Inc.)
- Fred Valentine - fotografia copertina album
- Dave Jarvis - illustrazioni
- Martin Donald - art direction e design album[4]